# Steffen Reiche

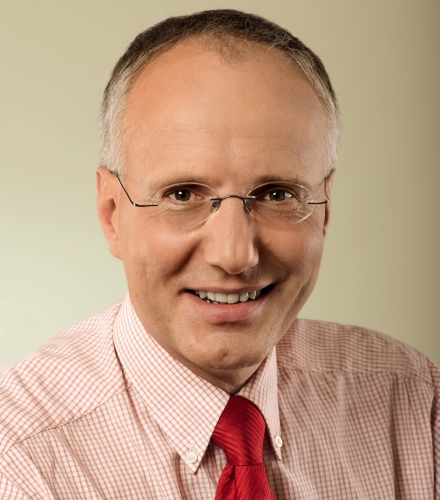
Steffen Reiche (2009)

Steffen Reiche (* 27. Juni 1960 in Potsdam, DDR) ist ein evangelischer Geistlicher und war ein deutscher Politiker (SPD). Er war von 1994 bis 1999 Minister für Wissenschaft, Forschung und Kultur und von 1999 bis 2004 Minister für Bildung, Jugend und Sport des Landes Brandenburg. Von 2005 bis 2009 war er Mitglied des Deutschen Bundestages.

## Leben
Nach dem Abitur 1979 begann Steffen Reiche ein Studium der evangelischen Theologie am Sprachenkonvikt Berlin, welches er 1982/1983 unterbrach, um eine Lehre als Tischler zu machen. 1986 schloss er sein Theologiestudium ab und war von 1988 bis 1990 Pfarrer in Christinendorf (Kreis Zossen).
Nach dem Ausscheiden aus dem Bundestag arbeitete Reiche wieder als Pfarrer der evangelischen Epiphaniengemeinde in Berlin-Charlottenburg sowie als Interimspfarrer in der Gemeinde Berlin-Nikolassee. Vom 25. November 2013 war er bis zum 24. September 2023 ordentlicher Pfarrer an der Nikolasseer Kirche. Beim Privatsender Hauptstadt.TV verantwortet er seit März 2020 das Format „Worte zum Tag“ bzw. „Wort zum Sonntag“. Das Thema der knapp fünfminütigen Impulse gibt dabei die jeweilige Tageslosung vor, die zu Beginn jeder Sendung verlesen wird. Zudem ist er stellvertretender Vorsitzender der Deutsch-Israelischen Gesellschaft (DIG) Berlin und Potsdam, Organisator der sogenannten „Brennpunktgespräche“, einer Vortrags- und Diskussionsreihe zum christlich-muslimischen Dialog sowie Mitglied im Verein „Glaube, Mut und Freiheit – Christen in der DDR und danach“, der Interviews mit Christen aufzeichnet, die im Widerstand gegen das sozialistische Regime waren. Die Evangelische Nachrichtenagentur idea ernannte ihn 2014 zum „Politiker des Jahres“.
Steffen Reiche ist verheiratet und hat drei Töchter.

## Partei
Reiche gehörte am 7. Oktober 1989 zu den Mitbegründern der Sozialdemokratischen Partei der DDR (SDP) und wurde sogleich Mitglied des Vorstandes.
Nach der Vereinigung der SDP mit der SPD war er bis Juli 2000 Landesvorsitzender der SPD Brandenburg.

## Abgeordneter

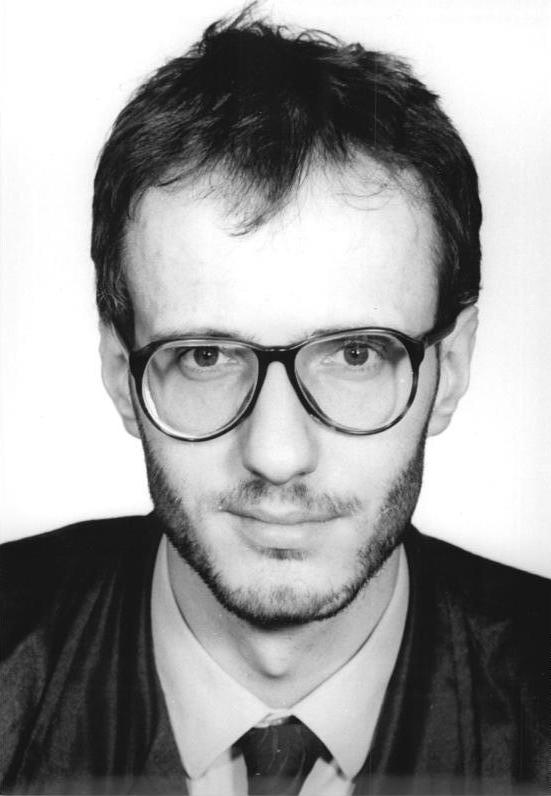
Porträt des Volkskammerabgeordneten Steffen Reiche (28. März 1990)

Von März 1990 bis zur Deutschen Wiedervereinigung am 3. Oktober 1990 war er Mitglied der ersten frei gewählten Volkskammer der DDR.
Von Oktober 1990 bis zur Niederlegung seines Mandates am 20. Oktober 2005 gehörte Reiche dem Landtag von Brandenburg an. Zuletzt war er 2004 als Kandidat um das Direktmandat im Wahlkreis Teltow-Fläming II angetreten und über die Landesliste seiner Partei eingezogen.
Von 2005 bis 2009 war Reiche Mitglied des 16. Deutschen Bundestages und gehörte dort dem Vorstand der SPD-Bundestagsfraktion an. Er war außerdem Vorsitzender der Deutsch-Kaukasischen Parlamentariergruppe und Mitglied des Parlamentarischen Beirats der Stiftung für das sorbische Volk. Steffen Reiche zog mit 37,6 % der Erststimmen als direkt gewählter Abgeordneter des Wahlkreises Cottbus – Spree-Neiße in den Bundestag ein. Bei der Bundestagswahl 2009 verlor er sein Direktmandat an Wolfgang Nešković, den Kandidaten der Linken, der 2,1 % mehr Erststimmen erhielt. Da Reiche nicht über die Landesliste abgesichert war, schied er aus dem Bundestag aus.

## Öffentliche Ämter
Nach der Landtagswahl 1994 wurde Reiche am 11. Oktober 1994 als Minister für Wissenschaft, Forschung und Kultur in die von Ministerpräsident Manfred Stolpe geführte Landesregierung von Brandenburg berufen (Kabinett Stolpe II). Nach der Landtagswahl 1999 übernahm er am 29. September 1999 die Leitung des Ministeriums für Bildung, Jugend und Sport (Kabinett Stolpe III). In diesem Amt gehörte er auch der ab Juni 2002 von Matthias Platzeck geleiteten Regierung an. Nach der Landtagswahl 2004 schied er am 19. September 2004 aus dem Kabinett aus.
Reiche war von 2006 bis 2018 Präsident des Brandenburger Leichtathletikverbandes. Er wurde 2018 zum Ehrenpräsidenten des Verbandes ernannt.

## Publikation
- Tief träumen und hellwach sein – Politiker und Pfarrer mit Leidenschaft – Ein autobiografischer Essay. 263 Seiten, Bonn 2020, ISBN 978-3-8012-0461-7[8]